# Kokad
Kokad é um município da Hungria, situado no condado de Hajdú-Bihar. Tem 16,1 km² de área e sua população em 2015 foi estimada em 661 habitantes.